# Кадзікадзава
35°33′0″ пн. ш. 138°28′0″ сх. д. / 35.55000° пн. ш. 138.46667° сх. д.
Кадзікадза́ва (яп. 鰍沢町, かじかざわちょう, МФА: [kad͡ʑikad͡zawa t͡ɕoː]) — колишнє містечко в Японії, в повіті Мінамі-Кома префектури Яманасі. В ранньому новому часі було портовим поселенням на річці Фудзі. 1 квітня 1889 року отримало статус села, 1 серпня 1896 року — статус містечка. 8 березня 2010 року об'єдналося з містечком Масухо, утворивши нове містечко Фудзікава. На території колишнього містечка розташований сад Обосі — один з сотні найкрасивіших садів сакур в Японії, а також каньйон Оянаґі. Станом на 1 лютого 2010 року площа містечка становила 46,81 км². Станом на 1 лютого 2010 року населення містечка становило 3963 особи.